# 마통게

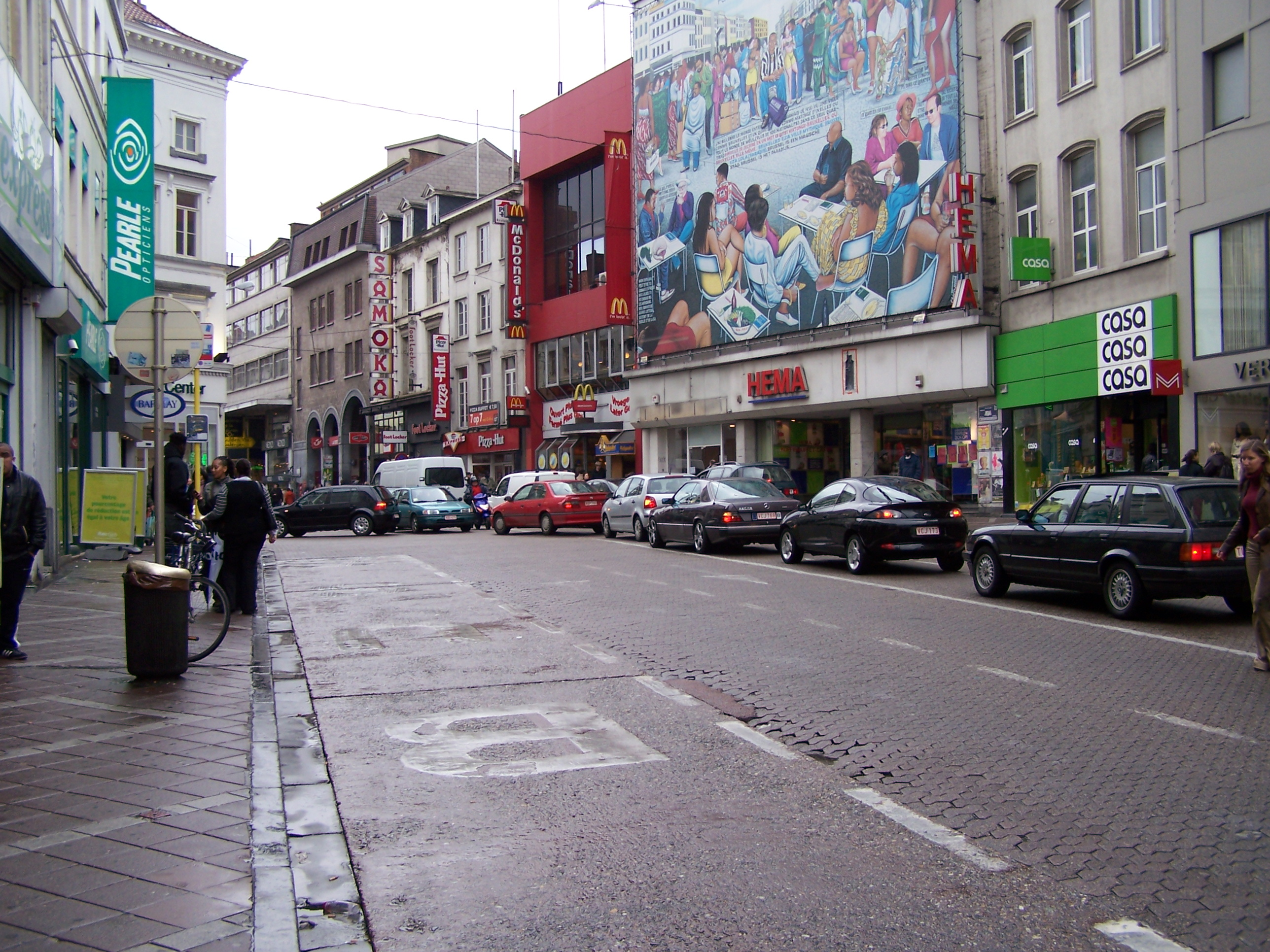
마통게의 입구

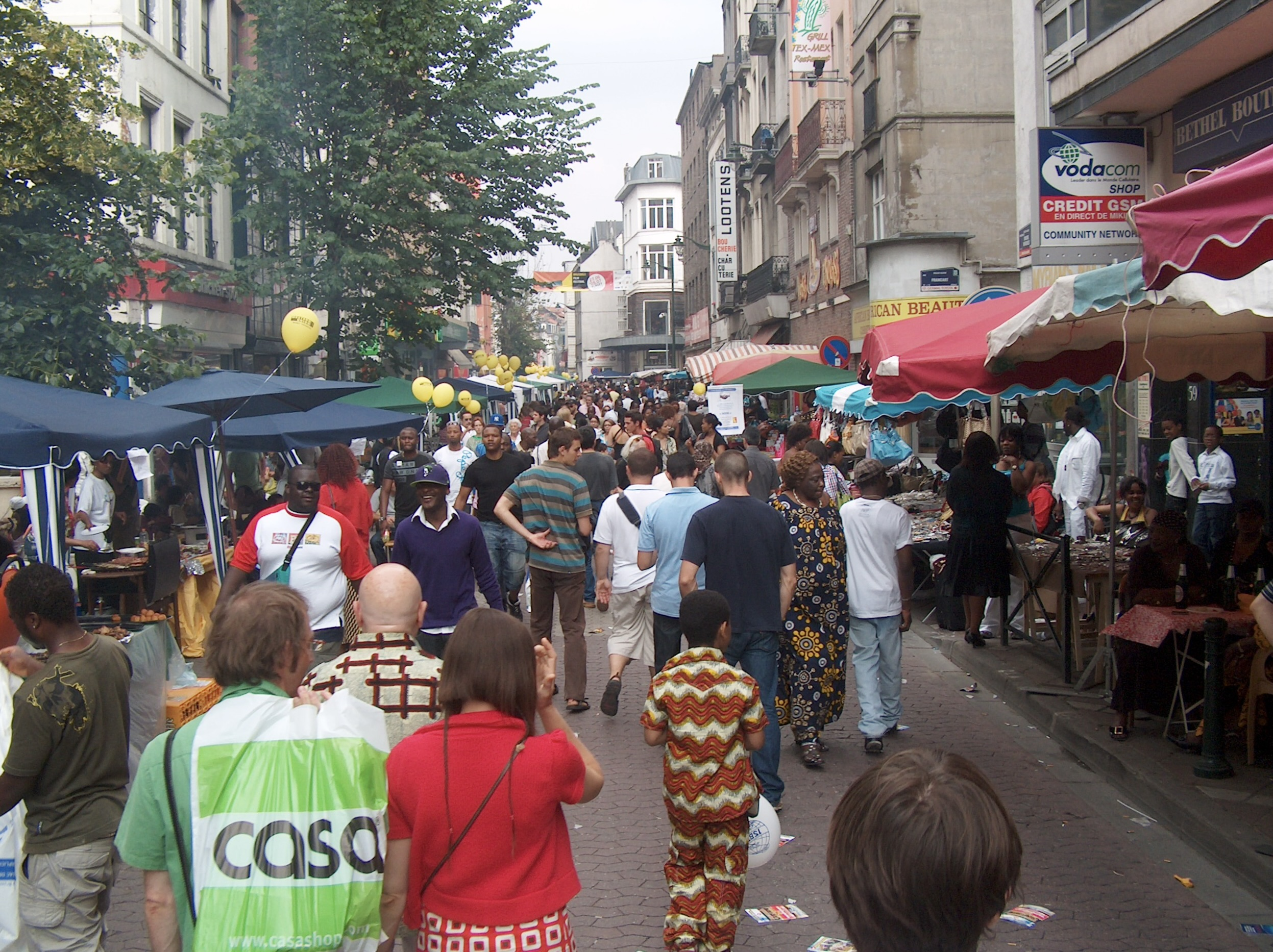
마통게에서 열리는 아프리카인들의 축제

마통게(Matongé)는 벨기에 브뤼셀의 익셀(Ixelles) 구역에 있는 아프리카인 공동체 거주 구역이다.
이 지역의 인구는 브뤼셀 메트로 종점인 포르트 드 나뮈르(Porte de Namur) 근처에 집중되어 있으며, 킨샤사의 칼라무에 있는 시장·상업의 중심 구역 이름에서 따온 것이다.
마통게의 핵심은 벨기에령 콩고에서 온 대학생들을 위한 중심지와 주택으로서 취급된 "아프리카 하우스"의 창설에 의하여 형성되었다.
콩고의 독립 후에 킨샤사에 있는 원래 마통게 구역을 닮은 스타일에 이웃을 형성한 콩고 이민들의 유입을 향하였다. 1960년대 동안과 1970년대에 들어서 그 지역은 새롭게 독립한 콩고 민주 공화국에서 온 학생들과 외교관들을 위한 만남의 장소로서 잘 알려졌다. 콩고인 공동체 이외에도 또한 르완다, 부룬디, 카메룬, 말리와 세네갈 같은 다른 아프리카 국가들에서 온 공동체도 있다.
유명한 쇼핑 아케이드 - 이셀 갤러리와 포르트 드 나뮈르 갤러리가 둘다 마통게의 중심지에 자리잡고 있다. 주민들과 상점 주인들 사이에 수많은 아프리카 국가들을 포함하여 45개의 다른 국적들이 포함되어 있다.
또한 마통게는 2000년대 초반부터 아프리카인 갱들이 저지른 폭력과 함께 평판에 이르고 말았다.
아프리카인들과 더불어 라틴아메리카와 남아시아 등지에서 온 이민 공동체들이 형성되면서 벨기에의 다문화주의의 상징으로 보였다. 지방 자치 당국, 공동체 단체와 성공적으로 확실한 정도의 주민들은 방문객들을 위하여 안전한 지역으로 재건하였다.
2001년 이래 해마다 구역에서 성공적인 다문화적 축제 "Matongé en Coulerus"가 열리고 있다.